# الحصن الذهبي (فلم هندي)
سونار كيلا (সোনার কেল্লা أو الحصن الذهبي) هي رواية أصدرت عام 1971 وحولت إلى فيلم عام 1974 وقام ساتياجيت راي بكتابة الرواية وإخراج الفيلم.